# Curling-Weltmeisterschaft der Damen 1991
Die Curling-Weltmeisterschaft der Damen 1991 (offiziell: Canada Safeway World Women’s Curling Championship 1991) war die 13. Austragung der Welttitelkämpfe im Curling der Damen. Das Turnier wurde vom 23. bis 31. März des Jahres in der kanadischen Stadt Winnipeg, Manitoba in der Winnipeg Arena ausgetragen.
Norwegen verteidigte seinen Titel gegen die Gastgeber. Da es kein Spiel um den dritten Platz gab, erhielten Schweden und Schottland gemeinsam die Bronzemedaille.
Gespielt wurde ein Rundenturnier (Round Robin), was bedeutet, dass Jeder gegen jeden antritt. 

## Teilnehmende Nationen
| Dänemark | Deutschland | Frankreich | Kanada | Norwegen |
| --- | --- | --- | --- | --- |
| Hvidovre CC, Hvidovre Skip: Helena Blach Third: Malene Krause Second: Lone Kristoffersen Lead: Gitte Larsen Ersatz: Lene Bidstrup     | SC Riessersee, Garmisch-Partenkirchen Skip: Andrea Schöpp Third: Monika Wagner Second: Heike Wieländer Lead: Christina Haller Ersatz: Barbara Haller | Megève CC, Megève Skip: Annick Mercier Third: Catherine Lefebvre Second: Brigitte Lamy Lead: Claire Niatel Ersatz: Brigitte Collard          | Juan de Fuca CC, Victoria Skip: Julie Sutton Third: Jodie Sutton Second: Melissa Soligo Lead: Karri Wilms Ersatz: Elaine Dagg-Jackson | Snarøen CC, Oslo Skip: Dordi Nordby Third: Hanne Pettersen Second: Mette Halvorsen Lead: Anne Jøtun Ersatz: Marianne Aspelin      |
| Österreich | Schottland | Schweden | Schweiz | Vereinigte Staaten |
| Kitzbühel CC, Kitzbühel Fourth: Veronika Huber Third: Edeltraud Koudelka Second: Anna Egger Lead: Margit Holzer Ersatz: Lilly Hummelt | East Kilbride & Haremyres CC, East Kilbride Skip: Christine Allison Third: Claire Milne Second: Mairi Milne Lead: Margaret Richardson                | Härnösands CK, Härnösand Skip: Anette Norberg Third: Cathrine Norberg Second: Anna Rindeskog Lead: Helene Granqvist Ersatz: Ann-Catrin Kjerr | Zug CC, Zug Skip: Janet Hürlimann Third: Claudia Bärtschi Second: Jutta Tanner Lead: Corinne Anneler                                  | CC of Houston, Houston Skip: Maymar Gemmell Third: Judy Johnston Second: Janet Hunter Lead: Brenda Jancic Ersatz: Susan Anschuetz |

## Tabelle der Round Robin
| Schlüssel | Schlüssel                      |
| --------- | ------------------------------ |
|           | Qualifiziert für die Play-offs |
|           | Tie-Breaker                    |

| Platz | Team               | Spiele | Siege | Ndlg. |
| ----- | ------------------ | ------ | ----- | ----- |
| 1.    | Norwegen           | 9      | 8     | 1     |
| 2.    | Schweden           | 9      | 7     | 2     |
| 3.    | Kanada             | 9      | 7     | 2     |
| 4.    | Schottland         | 9      | 6     | 3     |
| 5.    | Deutschland        | 9      | 5     | 4     |
| 6.    | Dänemark           | 9      | 4     | 5     |
| 7.    | Schweiz            | 9      | 4     | 5     |
| 8.    | Frankreich         | 9      | 2     | 7     |
| 9.    | Österreich         | 9      | 1     | 8     |
| 10.   | Vereinigte Staaten | 9      | 1     | 8     |

## Ergebnisse der Round Robin

### Runde 1
| Begegnung           | Resultat |
| ------------------- | -------- |
| Kanada – Frankreich | 12:5     |

| Begegnung          | Resultat |
| ------------------ | -------- |
| Schweiz – Norwegen | 6:7      |

| Begegnung             | Resultat |
| --------------------- | -------- |
| Schweden – Österreich | 11:3     |

| Begegnung                        | Resultat |
| -------------------------------- | -------- |
| Vereinigte Staaten – Deutschland | 4:8      |

| Begegnung             | Resultat |
| --------------------- | -------- |
| Schottland – Dänemark | 6:3      |

### Runde 2
| Begegnung                | Resultat |
| ------------------------ | -------- |
| Deutschland – Schottland | 6:8      |

| Begegnung             | Resultat |
| --------------------- | -------- |
| Österreich – Norwegen | 2:6      |

| Begegnung            | Resultat |
| -------------------- | -------- |
| Schweiz – Frankreich | 4:11     |

| Begegnung         | Resultat |
| ----------------- | -------- |
| Dänemark – Kanada | 6:7      |

| Begegnung                     | Resultat |
| ----------------------------- | -------- |
| Vereinigte Staaten – Schweden | 5:9      |

### Runde 3
| Begegnung           | Resultat |
| ------------------- | -------- |
| Norwegen – Dänemark | 7:1      |

| Begegnung                | Resultat |
| ------------------------ | -------- |
| Deutschland – Frankreich | 8:3      |

| Begegnung                       | Resultat |
| ------------------------------- | -------- |
| Schottland – Vereinigte Staaten | 8:1      |

| Begegnung          | Resultat |
| ------------------ | -------- |
| Schweden – Schweiz | 8:5      |

| Begegnung           | Resultat |
| ------------------- | -------- |
| Kanada – Österreich | 9:3      |

### Runde 4
| Begegnung                       | Resultat |
| ------------------------------- | -------- |
| Frankreich – Vereinigte Staaten | 7:9      |

| Begegnung         | Resultat |
| ----------------- | -------- |
| Norwegen – Kanada | 5:8      |

| Begegnung            | Resultat |
| -------------------- | -------- |
| Schweiz – Schottland | 6:4      |

| Begegnung             | Resultat |
| --------------------- | -------- |
| Österreich – Dänemark | 6:7      |

| Begegnung              | Resultat |
| ---------------------- | -------- |
| Schweden – Deutschland | 9:8      |

### Runde 5
| Begegnung            | Resultat |
| -------------------- | -------- |
| Österreich – Schweiz | 2:8      |

| Begegnung                     | Resultat |
| ----------------------------- | -------- |
| Dänemark – Vereinigte Staaten | 9:4      |

| Begegnung            | Resultat |
| -------------------- | -------- |
| Kanada – Deutschland | 5:4      |

| Begegnung             | Resultat |
| --------------------- | -------- |
| Frankreich – Schweden | 4:9      |

| Begegnung             | Resultat |
| --------------------- | -------- |
| Schottland – Norwegen | 5:7      |

### Runde 6
| Begegnung              | Resultat |
| ---------------------- | -------- |
| Dänemark – Deutschland | 2:7      |

| Begegnung           | Resultat |
| ------------------- | -------- |
| Norwegen – Schweden | 8:6      |

| Begegnung               | Resultat |
| ----------------------- | -------- |
| Frankreich – Schottland | 5:6      |

| Begegnung                       | Resultat |
| ------------------------------- | -------- |
| Vereinigte Staaten – Österreich | 8:9      |

| Begegnung        | Resultat |
| ---------------- | -------- |
| Schweiz – Kanada | 6:8      |

### Runde 7
| Begegnung             | Resultat |
| --------------------- | -------- |
| Schottland – Schweden | 2:6      |

| Begegnung                   | Resultat |
| --------------------------- | -------- |
| Vereinigte Staaten – Kanada | 3:6      |

| Begegnung          | Resultat |
| ------------------ | -------- |
| Dänemark – Schweiz | 8:5      |

| Begegnung             | Resultat |
| --------------------- | -------- |
| Frankreich – Norwegen | 4:6      |

| Begegnung                | Resultat |
| ------------------------ | -------- |
| Deutschland – Österreich | 6:3      |

### Runde 8
| Begegnung           | Resultat |
| ------------------- | -------- |
| Schottland – Kanada | 6:3      |

| Begegnung           | Resultat |
| ------------------- | -------- |
| Schweden – Dänemark | 8:2      |

| Begegnung               | Resultat |
| ----------------------- | -------- |
| Österreich – Frankreich | 2:8      |

| Begegnung             | Resultat |
| --------------------- | -------- |
| Schweiz – Deutschland | 4:9      |

| Begegnung                     | Resultat |
| ----------------------------- | -------- |
| Norwegen – Vereinigte Staaten | 8:2      |

### Runde 9
| Begegnung                    | Resultat |
| ---------------------------- | -------- |
| Vereinigte Staaten – Schweiz | 5:9      |

| Begegnung               | Resultat |
| ----------------------- | -------- |
| Österreich – Schottland | 5:7      |

| Begegnung              | Resultat |
| ---------------------- | -------- |
| Deutschland – Norwegen | 5:6      |

| Begegnung         | Resultat |
| ----------------- | -------- |
| Kanada – Schweden | 4:9      |

| Begegnung             | Resultat |
| --------------------- | -------- |
| Dänemark – Frankreich | 6:4      |

## Tie-Breaker
Die punktgleichen Mannschaften aus Dänemark und der Schweiz spielten die Platzierungen 6 bis 7 aus.
| Begegnung          | Resultat |
| ------------------ | -------- |
| Schweiz – Dänemark | 6:8      |

## Play-off

### Turnierbaum
|  | Halbfinale | Halbfinale | Halbfinale |  |  | Finale | Finale   | Finale |
|  |            |            |            |  |  |        |          |        |
|  |            |            |            |  |  |        |          |        |
|  | 2          | Schweden   | 4          |  |  |        |          |        |
|  | 3          | Kanada     | 6          |  |  |        |          |        |
|  |            |            |            |  |  | 3      | Kanada   | 3      |
|  |            |            |            |  |  | 1      | Norwegen | 4      |
|  | 4          | Schottland | 4          |  |  |        |          |        |
|  | 1          | Norwegen   | 8          |  |  |        |          |        |
|  |            |            |            |  |  |        |          |        |

### Halbfinale
| Begegnung         | Resultat |
| ----------------- | -------- |
| Schweden – Kanada | 4:6      |

| Begegnung             | Resultat |
| --------------------- | -------- |
| Schottland – Norwegen | 4:8      |

### Finale
| Begegnung         | Resultat |
| ----------------- | -------- |
| Kanada – Norwegen | 3:4      |

## Endstand
| Platz | Land               |
| ----- | ------------------ |
| 1     | Norwegen           |
| 2     | Kanada             |
| 3     | Schweden           |
| 3     | Schottland         |
| 5     | Deutschland        |
| 6     | Dänemark           |
| 7     | Schweiz            |
| 8     | Frankreich         |
| 9     | Österreich         |
| 10    | Vereinigte Staaten |